# Adinotherium
Adinotherium è un genere estinto di mammiferi notoungulati, appartenente ai tossodonti. Visse in Sudamerica nel Miocene inferiore e medio (tra 20 e 15 milioni di anni fa).

## Descrizione
Vagamente simile a una pecora dalle zampe corte, l'adinoterio era un rappresentante primitivo dei tossodonti, un gruppo di mammiferi erbivori che conobbero una notevole espansione durante il Cenozoico in Sudamerica, quando il continente era separato dal resto del mondo. L'adinoterio era probabilmente un erbivoro che si spostava in branchi, brucando fogliame ed erba nelle praterie che si andavano formando in quel periodo. Una particolarità dell'animale era la presenza di un piccolo corno sul cranio, dalla funzione sconosciuta. La specie più nota di adinoterio è Adinotherium ovinum. Contemporaneo all'adinoterio era Nesodon, un animale strettamente imparentato ma di dimensioni maggiori.